# نشوى الحوفي
نشوى الحوفي كاتبة صحفية وإعلامية ومقدمة برامج مصرية وعضو بالمجلس القومي للمرأة.

## مسيرتها المهنية
تخرجت نشوى الحوفي في قسم الإذاعة والتليفزيون من كلية الإعلام بجامعة القاهرة عام 1991، ثم عملت بالصحافة كمحررة في صحفية بجريدة الشرق الأوسط اللندنية خلال الفترة من عام 1991 وحتى عام 2008، ثُم تدرجت في المناصب فترأست قسم الملفات بجريدة المصري اليوم المصرية في الفترة ما بين 2008-2012، وأجرت خلال سنوات عملها الصحفي العديد من اللقاءات والحوارات الصحفية مع عدد من السياسيين البارزين والشخصيات العامة مثل حوارها الصحفي مع الرئيس الإيراني السابق محمد خاتمي، والذي أجرته في يناير 2008، وحوارها مع وزير الهجرة الألمانية السابقة ماريا بومر في نوفمبر 2010، وحوارها مع السيدة جيهان السادات حرم رئيس الجمهورية الراحل محمد أنور السادات في أكتوبر 2008، وحوارها مع أندرس جونسون الأمين العام للاتحاد البرلماني الدولي في مارس 2014، وحوارها مع رجب طيب أردوغان وقت أن كان رئيسا لوزراء تركيا في ديسمبر 2012، وحوارها مع الرئيس التركي الأسبق عبد الله جول في يناير 2013، وحوارها مع الرئيس المصري عبد الفتاح السيسي في 2014. شاركت نشوى الحوفي في كتابة وإعداد العديد من البرامج الإذاعية والتليفزيونية الهامة مثل برنامج «اختراق» الذي كان يقدمه الإعلامي عمرو الليثي على التليفزيون المصري، وبرنامج «أكثر من عنوان»، وبرنامج «العاشرة مساءًا» الذي كانت تقدمه الإعلامية منى الشاذلي على قناة دريم، كما كتبت وقدمت البرنامج الإذاعي «هنا مصر» الذي كان يبث على موجات إذاعة البرنامج العام المصرية بدءًا من 2014 وحتى عام 2019، وكتبت وقدمت برنامج «حياتي» الذي عُرض على قناة الناس التابعة لشبكة قنوات دي ام سي خلال الفترة ما بين 2015- 2019. كتبت نشوى الحوفي المقالات لعدد من الصحف والمجلات المصرية والعربية، ومن بينها جريدة الوطن المصرية في الفترة ما بين 2013-2022، وتشغل في الوقت الحالي منصب مدير عام النشر الثقافي بدار نهضة مصر للطباعة والنشر، كما اختيرت لعضوية المجلس القومي للمرأة بدءًا من عام 2016 وحتى الآن، وفي عام 2023، حصلت نشوى الحوفي على زمالة كلية الدفاع الوطني من الأكاديمية العليا للعلوم العسكرية،

## مؤلفاتها
كتبت نشوى الحوفي العديد من المؤلفات، ومن أهمها:
- بلاد الله عباد الله عشاق التغيير: صدر عام 2001.
- يا نخبة ما تمت: صدر عام 2012
- روزنامة تاريخ عشته وعايشته: صدر عام 2018.